# 松下正美
松下 正美（まつした せいび、1928年1月20日 -）は、日本の衆議院法制局職員。衆議院法制次長、衆議院法制局長などを務めた。血液型はA型。

## 来歴
和歌山県出身（父は和歌山県、母は秋田県）。旧制姫路高等学校を経て、東京大学法学部卒業。1950年 大蔵省入省（主税局税関部業務課）。同期に松下康雄、渡辺喜一、吉野実、福島量一、吉岡孝行らがいる。1956年7月 田辺税務署長。1957年6月3日：高松国税局総務部総務課長。1958年6月以降は衆議院法制局勤務となる。
1977年6月9日 衆議院法制局法制主幹。1981年10月2日 衆議院法制局第二部長。1984年3月26日 衆議院法制局第一部長。1986年3月26日 衆議院法制次長。1989年6月22日 衆議院法制局長。1990年6月26日 退官。

## 略歴
- 1950年4月：大蔵省入省（主税局税関部業務課）[2]。
- 1955年：為替局資金課。
- 1956年7月：田辺税務署長。
- 1957年6月3日：高松国税局総務部総務課長。
- 1958年6月：衆議院法制局勤務。
- 1962年：衆議院法制局第一部第一課。
- 1965年4月1日：衆議院法制局調査課長 兼 衆議院法制局第一部第一課参事。
- 1965年7月1日：衆議院法制局第二部第二課長。
- 1976年9月29日：衆議院法制局第一部第一課長。
- 1977年6月9日：衆議院法制局法制主幹。
- 1981年10月2日：衆議院法制局第二部長。
- 1984年3月26日：衆議院法制局第一部長。
- 1986年3月26日：衆議院法制次長。
- 1989年6月22日：衆議院法制局長。
- 1990年6月26日：退官。